# Goroubankassam
Goroubankassam è un comune rurale del Niger facente parte del dipartimento di Dosso nella regione omonima.